# Ondrej Plachý
Ondrej Plachý (magyarosan: Plachy András, Nemesvarbók, Hont megye, 1755. január 8. – Vágújhely, 1810. október 7.) szlovák költő, író, evangélikus lelkész.

## Élete
Nemesvarbókon született, ahol tanulni is kezdett; azután Rimaszombatban és Pozsonyban tanult, honnét 1777-ben Lipcsébe ment, ahol két évig időzött. Hazájába visszatérve nevelősködött, míg 1781-ben selmecbányai gimnáziumi konrektor, 1782-ben egyházasmaróti, 1784-ben turócszentmártoni lelkész, majd esperes lett; tagja volt a pesti zsinatnak. 1804-ben Vágújhelyre ment lelkésznek, ott is hunyt el 1810-ben.

## Munkái
- Documentum pietatis, quod Johanni Georgio Sztretsko, dum diem sibi sacrum incolumis celebraret, eius universi auditores plaudentes, voluntatem interprete ... Posonii, die 24. Aprilis anno, cuius MILLe LoCIs frontI, septenan ter InDe FIgVra stet sItVata seqVents Integer annVs erIt. Posonii, 1778. (Költemény.)
- Elegia pientissimis manibus Mariae Theresiae, aug. dominae apost. Hung. reginae ... a fidelissimis Hungariae civibus, utpote: Andrea Plachy, Ladislao Hodossy, Carolo Hodossy, Ludovico Hodossy et Francisco Hodosy. Summa cum animorum devotione consecrata diebus decembris, ut sua deposit mater Theresia sceptra; flet tenere querulans filia Pannonia. Uo. (1780.)
- Excell. ac Illustr. dni liberi baronis Ladislai Pronay de Tot-Prona et in Blatnicza ... amplissimis honoribus gratulatio in perpetuam posteritatis memoriam devotissime consecrata diebus mensis Junii anno 175. Neosolii
- Honoribus exc. ac. ill. domini Simonis l. b. de Réva carmen gratulatorium a nobili ... pientissimae memoriae gratica consecratum diebus Aprilis anno 1785. Ugyanott.
- Pewná nádege blahoslawené nesmrtedlnosti, w kteréžto se Wys. včeny a Dwogicti hodny p. Pavel Fabri, cýrkwe ew ... Artykulařské Necpalské ... Beszterczebánya, 1785. (Boldog halhatatlanságnak erős reménye, gyászbeszéd Fábri Pál felett.)
- Agenda ecclesiastica slavica aug. conf. Uo. 1789
- Kochanj s bohem w rannjch hodinách, na kazdy den w roku ... Uo. 1790. (Istennel való társalkodás. Sturm Kristóf Keresztély után németből ford.).
- Ad Synodum aug. et. helv. conf. quae Budae et Pesthini celebratur. hely n., 1791. (Költemény.)
- Nullitas discriminis in articulos fidei de sacra Dni coena inter aug. et helv. conf. redivivi sacrum. Posonii & Comaromii, 1791
- Piis manibus Josephi II. aug. regis Hung. ap. in synodo aug. et helv. conf. redivivi sacrum. Budae, 1791. (Költemény.)
- Fidelitas Hungarorum erga regem. Carmen epicum, omnibus eruditis, et literaturae aestimatoribus dedicatum. Libellus primus. Neosolii, 1791
- Ziwot blah. památky dr. Martina Luthera. Uo. 1791. (Luther Márton élete.)
- Platnost vměnj y po smrti. Wyberné včenému a wssemi Křestanskymi mrawy ozdobenému pánu Stěpanowi Pán dne 30. prasynce léta páně 1793 při pohřebowanj geho mrtwého těla w slowenském prawné. Pozsony, 1794. (Halotti beszéd Pán István felett.)
- Fidelitas Hungarorum erga regem. Carmen epicum occasione celebratorum regni comitiorum a die VI. Nov. Posonii, 1796. decantatum. Selmecz
- Perennis laetitiae, memoriaeque gratia occasione inaugurationis, in supremi comitis inclyti comitatus Thurociensis dignitatem, dni Petri Tertii, comitis de Reva, in diem 21. mensis Augusti anni labentis 1797. felici omine incidentis, amplissimis honoribus. Neosolii. (Költemény.)
- Evanjelicky funebral. Selmecz, 1798
- Reči pisma sv., zněgjcy o člancych náboženstwj křestanského a powinnostech křestanskych, pro mládež sebraná. Beszterczebánya, 1799. (Szentírási beszédek a keresztény hitczikkekről és keresztény kötelességekről.)
- Aureae pacis amor ill. dno Paulo libero baroni de Reva perpetuo in Szklabina et Blatznicza, incl. comitatus Thurociensis perpetuo atque supremo comiti occasione solennis in hanc supremi comitis inclyti hujus comitatus inaugurationis dignitatem faustissimis pacificationum asupiciis die 18. Maii a 1801. dedicatus. Uo. (Költemény.)
- Postyla domownj aneb Křestanská přemysslowánj na nedělnj a swátečnj Ewangelia k sláve Božj a wsseobecnému wzdělánj zporádana. Uo. 1805. Két kötet. (Házi postillák az evangeliumokról.)
- Festivi plausus exc. ac ill. dni Josephi e comitibus Erdődy de Monyorókerék, montis Claudii et inclyti comitatus Varasdiensis perpetui comitis... excelsis honoribus devota mente dicati, anno: CVM CaroLUs PaLffI fIt prInCeps; HUngara teLLUS eXULtat LaetIs pLaUsIbUs ILLa sVIs. Tyrnaviae (1807. Költemény.)
- Onomasticon exc. ac. ill. dni Josephi e comitibus Erdődy de Monyorókerék, incl. comitatus Varasdiensis perpetui supremi comitis... devotissima gratulatione condecoratum a. 1810. Posonii

Irt még egy «primitiva latiná»-t (1788), számos alkalmi verset és saját szerzeményeivel kiadta a Tranoscius énekeskönyvét (1788).
Szerkesztette a Staré Nowiny (Öreg Ujságok) c. tót lapot 1785-86-ban Besztercebányán.
Kéziratban is több műve maradt, részben egyháztörténeti tartalmúak.